# Pilea
Pilea es el género más extenso de la familia Urticaceae, con entre 500 a 715 especies. La mayoría son herbáceas suculentas, anuales o perennes, que se distribuyen por todas las zonas templadas tropicales y subtropicales del mundo, excepto Australia y Nueva Zelanda.
Se distinguen de otras urticáceas por la combinación de hojas opuestas (con raras excepciones) con una única estípula ligulada intrapeciolar en cada axila foliar e inflorescencias cimosas o paniculadas axilares (de nuevo con raras excepciones).
El género tiene poca importancia económica; seis de las especies poseen valor hortícola (P. cadierei, P. grandifolia, P. involucrata, P. microphylla, P. nummulariifolia y P. peperomioides) y otra, P. plataniflora, se utiliza en la medicina china tradicional.

## Algunas de las especies
- Pilea cadierei
- Pilea cataractae
- Pilea crassifolia
- Pilea depressa
- Pilea elegans
- Pilea elliptica
- Pilea fontana
- Pilea glauca
- Pilea grandifolia
- Pilea hyalina
- Pilea involucrata
- Pilea jamesonia
- Pilea laevicaulis
- Pilea matama
- Pilea microphylla
- Pilea mollis
- Pilea myriophylla
- Pilea napoana
- Pilea nummulariifolia
- Pilea peperomioides
- Pilea pollicaris
- Pilea pumila
- Pilea repens
- Pilea riopalenquensis
- Pilea schimpfii
- Pilea selbyanorum
- Pilea serpyllacea
- Pilea serratifolia
- Pilea topensis
- Pilea trianthemoides
- Pilea trichosanthes
- Pilea trilobata
- Pilea tungurahuae